# Dennis Gratz
Dennis Gratz (* 15. September 1978 in Sarajevo als Muhamed Gracić) ist ein bosnisch-herzegowinischer Politiker, Politikwissenschaftler, Jurist, Schriftsteller und Filmemacher. Von 2014 bis 2018 war er für die sozial-liberale multiethnische Partei Naša stranka Mitglied des Abgeordnetenhauses von Bosnien und Herzegowina. Seit 2022 gehört er dem Abgeordnetenhaus als Mitglied der Mitte-links orientierten Partei Demokratska fronta BH wieder an.

## Schulbildung
Dennis Gratz besuchte von 1985 bis 1993 die Silvije Strahimir Kranjčević-Volksschule (bos. Osnovna škola SSK) in Sarajevo. Nach der Flucht seiner Familie vor dem Balkankrieg besuchte er von 1993 bis 1998 das städtische Gymnasium Königin-Luise-Schule in Köln, wo er 1998 das Abitur ablegte. 1997 legte er am Dritten Gymnasium in Sarajevo (bos. III. gimnazija u Sarajevu) die Matura ab. Im selben Jahr war er Trainee bei der Generalstaatsanwaltschaft Köln. Von 1999 bis 2000 leitete Gratz in Bosnien und Herzegowina sowie in den USA ein Projekt in dem von der Kenneth Whalen Family Foundation geförderten „Peace Trails Leadership Adventure Program“ des „Institute for Multi-Track Diplomacy in Washington“.

## Studium
Von 1998 bis 2001 studierte Gratz Jura an der Juristischen Fakultät der Universität Sarajevo und schloss das Studium als Volljurist (bos. diplomirani pravnik) ab. Hieran schloss Gratz von 2001 bis 2002 ein Postgraduales Studium im Europäischen Regionalmasterprogramm für Demokratie und Menschenrechte (bos. demokratije i ljudskih prava) am Zentrum für interdisziplinäre Postgraduiertenstudien (bos. Centar za interdisciplinarne postdiplomske studije – CIPS) der Universität Sarajevo und der Universität Bologna an, das er 2002 mit einer Master-Thesis zu Hobbes' Verständnis des Naturzustands und der Souveränität hinsichtlich der universellen Menschenrechte abschloss. Von 2004 bis 2007 studierte Gratz als Doktorand an der Fakultät für Sozialwissenschaften der Universität Hamburg. Dort promovierte er 2007 bei Hans-Joachim Gießmann mit einer politikwissenschaftlichen Dissertation zum Elitozid in Bosnien und Herzegowina 1992–1995.

## Politische Tätigkeit
Gratz war 2008 Mitgründer der sozialliberalen Partei Naša stranka. Bis 2010 gehörte er dem Exekutivkomitee der Partei an. Im Oktober 2008 kandidierte Gratz für das Amt des Bürgermeisters der Gemeinde Centar Sarajevo. Von 2011 bis 2015 war er Vorsitzender der Naša stranka. Danach kandidierte er nicht erneut. Von 2015 bis 2018 war er Vorsitzender des Hauptausschusses der Naša stranka. Unter seinem Vorsitz wurde die Partei durch Vervierfachung ihrer Wahlergebnisse zur zweitstärksten Kraft in der Region Sarajevo. 2014 erreichte Gratz bei den Parlamentswahlen als Listenführer seiner Partei im Wahlkreis der Gemeinden Centar, Stari Grad, Novo Sarajevo, Vogošća und Ilijaš 9100 Stimmen und zog per Direktmandat als erster und bis dahin einziger Abgeordneter seiner Partei für eine Wahlperiode von vier Jahren in das Abgeordnetenhaus von Bosnien und Herzegowina (bos Predstavnički Dom) ein. Bis 2018 blieb er für die Naša stranka Mitglied des Abgeordnetenhauses. Sein Engagement galt dort besonders der Unterstützung lokaler Initiativen und der Gemeinschaftsentwicklung sowie der Entwicklung einer gemeinsamen Erinnerungskultur. Im April 2017 war Gratz Mitglied der „Parliamentarians for Global Action“, die den „International Criminal Court“ unterstützen (ICC Support). Nach Ende seines Mandats im Abgeordnetenhaus verließ Gratz 2018 die Naša stranka und zog sich für einige Jahre aus der Politik zurück.
2022 trat Gratz der Partei Demokratska fronta BH bei. Für diese Partei gehört er dem Abgeordnetenhaus von Bosnien und Herzegowina seit 2022 erneut an. Anfang Juni 2024 nominierte der Kantonalvorstand der Demokratska fronta Gratz für die Kommunalwahl vom 6. Oktober 2024 als Kandidat für das Amt des Bürgermeisters (bos. Načelnik) von Sarajevo-Centar.

## Wissenschaftliche Tätigkeiten
Von 2009 bis 2010 forschte Gratz als Fulbright-Stipendiat (Fulbright Visiting Scholar) am „Institute for the Study of Human Rights“ – „School of International and Public Affairs“ an der Columbia University in New York zur Soziologie des Genozids. Seit 2009 ist Gratz Dozent für „Genozid und genozidale Verbrechen in Theorie und Völkerrecht“ (bos. Genocid i genocidalni zločini u međunarodnom pravu i teoriji) im Europäischen regionalen Masterprogramm für Demokratie und Menschenrechte in Südosteuropa (engl. European Regional Master’s Programme in Democracy and Human Rights in South East Europe – ERMA) am Zentrum für interdisziplinäre Postgraduiertenstudien der Universität Sarajevo (CIPS). Auch Mitglied des Sarajevischen Zentrums für Politik und Management (bos. sarajevskog Centar za politike i upravljanje – CPU) ist Gratz seit 2009. Seit 2011 ist Gratz Assistenzprofessor an der „Sarajevo School of Science and Technology“ (SSST) im Fach „State and Government“. 2009 bis 2010 hielt Gratz als Gastdozent am „Institut für Friedensforschung und Sicherheitspolitik“ (IFSH) der Universität Hamburg eine Reihe von Vorträgen über Kriegsverbrechen im ehemaligen Jugoslawien. Gratz veröffentlichte zahlreiche Studien und Essays zu Kriegsverbrechen, Verfassungsfragen und dem Schutz der Menschenrechte und trug in diesen Feldern als Referent und Diskussionsteilnehmer zu internationalen und nationalen wissenschaftlichen Konferenzen und Symposien bei.
Von 2004 bis 2010 war Gratz Mitglied des Vorstands (bos. Upravni odbor) und des Beirats (bos. Politički savjet) der Alumni-Vereinigung des Zentrums für Interdisziplinäre Postgraduiertenstudien der Universität Sarajevo (bos. Asocijacija Alumni Centra za interdisciplinarne postdiplomske studije – ACIPS).

## Juristische Tätigkeiten
Seit 2001 ist Gratz in der Anwaltskammer Sarajevo (bos. Advokatskoj komori FBiH) eingetragen. 2003 legte der die Zulassungsprüfung zur Rechtsanwaltschaft und 2005 die Anwaltsprüfung (bos. advokatski ispit) bei der Rechtsanwaltskammer von Bosnien und Herzegowina. Von 1998 bis 2006 arbeitete er in der Anwaltskanzlei „Gracić Ešref und Vahidin Kadić“ in Sarajevo als Anwaltshelfer, Senior Consultant und seit 2003 als Anwalt. Seit 2005 ist Gratz Rechtsanwalt in der gemeinsamen Anwaltskanzlei „Ešref Gracić und Dr. Dennis Gratz“ in Sarajevo. Gratz ist seit 2001 vereidigter Gerichtsdolmetscher für Deutsch und seit 2003 für Englisch am Kantonalgericht (bos. Kantonalnom sudu) in Sarajevo. Von 2004 bis 2007 war Gratz ehrenamtlicher Rechtsberater der ACIPS.

## Leitungsfunktion in der Kommunalverwaltung
Von 2018 bis 2022 leitete Gratz den Integrationsbereich des Ausländeramtes der Stadt Köln. Als Programmmanager des deutschlandweiten Pilotprojekts „Bleibeperspektiven in Köln“ baute er dort in interdisziplinärer Kooperation mit städtischen Sozialarbeitern sowie mit den freien Trägern Kölner Flüchtlingsrat, Rom e.V., Caritasverband und Diakonisches Werk eine Betreuungsstruktur auf, um Menschen, die seit acht oder mehr Jahren mit einer Duldung in Köln lebten, darin zu unterstützen, die Kriterien eines dauerhaften Bleiberechts erfüllen zu können. In diesem Rahmen absolvierte er von 2021 bis 2022 am Rheinischen Studieninstitut für kommunale Verwaltung Köln den Verwaltungslehrgang 2 zur Qualifizierung für leitende Positionen innerhalb der öffentlichen Verwaltung.

## Schriftsteller und Filmemacher
Gratz verfasste mehrere Gedichtbände und Kurzgeschichten sowie vier Romane. Er wirkte an vielen Kulturveranstaltungen aktiv mit wie etwa 1998 im sarajevischen Kulturverein „Sloga“, im Akademischen Kulturzentrum der Universität Sarajevo und im akademischen ART Teatar Club der Universität Sarajevo, zu dessen Direktor er 2002 ernannt wurde. Kurzspielfilme von Gratz wurden 2002 und 2003 beim „Sarajevo Film Festival“ gezeigt.

## Name
Gratz benannte sich bei seiner Rückkehr nach Sarajevo aus der Bundesrepublik Deutschland, wo er nach der Flucht seiner Familie vor dem Balkankrieg fünf Jahren lang gelebt hatte, von Muhamed Gracić in Dennis Gratz um. Seinen neuen Namen hatte Gratz vor der offiziellen Namensänderung bereits als Künstlernamen genutzt. Sein neuer Vorname Dennis ist eine Transkription seines vorherigen Rufnamens Deniz, eines internationalen Namens, der mit unterschiedlichen Etymologien in verschiedenen Sprachen vorkommt. Er leitet sich von Dionysos her, dem Namen des Gottes der griechischen Mythologie, der die Auflösung aller Sorgen personifiziert. Der von Gratz als Eindeutschung seines alten Namens Gracić gewählte Nachname Gratz wirkt auch in der Bundesrepublik Deutschland auffällig, da er – außerhalb eines kleinen Gebiets im Eichsfeld – auch hier kaum vorkommt.
Als Reaktion auf Anfeindungen wegen seiner Namensänderung erläuterte Gratz deren Motivation mehrfach. Sein Aufenthaltsstatus der Duldung, was im Lateinischen tolerantia heißt, habe die ihm in der Bundesrepublik Deutschland entgegengebrachte Toleranztreffend wörtlich ausgedrückt. Bei seiner Rückkehr nach Bosnien und Herzegowina habe er mit seinem Namenswechsel daher manifestiert, dass er auch dort im Sinne solcher Toleranz „in einer Welt leben [möchte], in der es keine Rolle spielt, ob du Dennis oder Muhamed heißt, wo nur deine eigenen Worte und Taten zählen.“ Mit seiner aus innerem Antrieb erfolgten Namensänderung habe er sich gegen jede Intoleranz gewandt, mit der etwa im Bosnienkrieges oft anhand des Namens über Leben und Tod entschieden wurde, und zum Konzept der Freiheit als Kernidee Europas sowie für die in der europäischen Tradition verwurzelte Haltung der Toleranz bekannt, in der man Menschen nicht nach ihrem Namen, sondern nach ihren eigenen Handlungen und Worten beurteilt.

## Schriften

### Wissenschaftliche Publikationen
- Women and National Socialism in Germany 1933–1945. In: Odjek. Kultura, umjetnost, nauka, obrazovanje, društveni život, Frühling 2003 (Sarajevo).
- Global revitalization of Hobbesianism. In: Pravna misao, 2004 (Sarajevo).
- Proposal for the New Constitution of Bosnia and Herzegovina. In: Novi Pogledi. Band. 3, 2004 (Sarajevo) (zusammen mit Midhat Izmirlija).
- Natural Rights Theory in the Context of Modern Perception of Human Rights. In: Pravna misao, 2005 (Sarajevo).
- Elitozid in Bosnien und Herzegowina 1992–1995 (= Demokratie, Sicherheit, Frieden. Band 182). Nomos, Baden-Baden 2007, ISBN 978-3-8452-0518-2.
- Elitocide and Genocide in B&H. In: Janja Beč-Neumann (Hrsg.): Darkness at Noon. War Crimes, Genocides and Memories Course. Center for Interdisciplinary Postgraduate Studies, Sarajevo 2007, ISBN 978-9958-704-21-5.
- Genocide in Theory and International Law. In: Novi Pogledi. Band 10, 2007 (Sarajevo).
- Bosnia and Herzegovina in the UN Security Council. In: Novi Pogledi. Band 14, 2010 (Sarajevo).
- Incomplete Bosnia and Herzegovina and the Capacity of State Institutions. In: Kurt Bassuener (Hrsg.): Bosnia and Herzegovina. Between EU-Integration Toolbox and International Community’s Exit Strategy. Heinrich Böll Foundation, Office for Bosnia and Herzegovina, Sarajevo 2010, S. 25–28, ISBN 978-9958-9889-7-4 (Download als PDF, aufgerufen am 27. August 2024).
- Elitocide in Bosnia and Herzegovina and its Impact on the Contemporary Understanding of the Crime of Genocide. In: Nationalities Papers. Band 39, Nr. 3, 2011, S. 409–424 (doi:10.1080/00905992.2011.565318).
- Pojam genocida u teoriji i međunarodnom pravu. In: Beton. Band 141, 8. April 2016 (Weblink, aufgerufen am 27. August 2024).

### Journalistische Beiträge
- Ratko Mladić und der Genozid in Bosnien-Herzegowina. In: Heinrich Böll Stiftung. 1. Juni 2011 (Weblink, aufgerufen am 27. August 2024).
- Srebrenica und die Geister unserer Zukunft. In: Heinrich Böll Stiftung. 11. Juni 2015 (Weblink, aufgerufen am 27. August 2024).
- Fragwürdige Maßstäbe des Haager Tribunals. In: Heinrich Böll Stiftung. 16. Juni 2016 (Weblink, aufgerufen am 27. August 2024).

### Literarische Beiträge
- Carstvo Osjećaja (Das Reich der Gefühle). Selbstverlag, Sarajevo 1996 (Gedichtband).
- Inhaltslos & Wish. Selbstverlag, Sarajevo 1997 (Gedichtband in englischer und deutscher Sprache).
- Die Segelfahrt. Selbstverlag, Sarajevo 1997 (Gedichtband).
- Hauer. Selbstverlag, Sarajevo 1998 (Gedichtband).
- Der Bunker. Selbstverlag, Sarajevo 1998 (Novelle).
- Achte Suende. Selbstverlag, Sarajevo 1999 (Prosa).
- Grath. Selbstverlag, Sarajevo 2000 (Gedichtband).
- 1999–2000: zahlreiche Beiträge zu ALBUM. Sarajevo (Zeitschrift für Literatur und Kultur).
- San o ptici (Übers.: Der Traum vom Vogel; Sano ptici = Der gesunde Vogel; San optici = Der Traum des Optikers). Sarajevo, 2001 (Sammelband mit Beiträgen bosnisch-herzegowinischer Autoren).
- Sve o Aidi (Alles über Aida). Herausgegeben von Nenad Velickovic und Adisa Basic. Omnibus, Sarajevo 2002, ISBN 9958-777-06-1 (Roman).
- Ispod crvenog tepiha (Übers.: Unter dem Roten Teppich). Herausgegeben von Nenad Velickovic. Omnibus, Sarajevo 2006, ISBN 9958-777-23-1 (Roman).
- Deblokada (Übers.: Blockadeaufhebung). Šahinpašić, Sarajevo 2015, ISBN 978-9958-41-549-4 (Roman).
- Motivi za knjigu kajanja (Übers.: Motive für ein Buch der Reue). Buybook, Sarajevo 2018, ISBN 978-9958-30-366-1 (Roman).[29]

## Kurzfilme
Svitanje. Produziert durch Manifest, 2002 (Kurzfilm, 8. Sarajevo Film Festival).
5.000.000 $ za Srce Tame. 2003 (Kurzfilm, 9. Sarajevo Film Festival).
anđeo & amnezija. 2004 (Kurzspielfilm).